# Skyderiet i Buffalo
Skyderiet i Buffalo foregik lørdag 14. maj 2022 i Buffalo, New York, USA. Handlingen foregik i et supermarked i Buffalo, formentlig af en hvid 18-årig mand, der blev pågrebet efterfølgende. Angrebet, der foregik i et kvarter, der hovedsageligt er beboet af sorte mennesker, kostede ti mennesker livet og sårede tre andre (de tre sårede vurderes udenfor livsfare). Blandt de dræbte var en sikkerhedsvagt i butikken, som tidligere havde været politibetjent. Af de ramte personer var elleve sorte og to hvide. Ifølge myndighederne var han drevet af had og ekstremisme. Den lokale sherif kalder det en "racemotiveret hadforbrydelse". Den formodede gerningsmand (der iflg. den lokale borgmester var kørt i timevis, for at komme frem til gerningsstedet) var iført camouflagetøj, hjelm og skudsikker vest og livestreamede angrebet via Twitch. Før angrebet havde han skrevet et manifest på 106 sider, hvor han taler om hvidt overherredømme. En ansat i butikken hævdede at have hørt 70 skud.